# Bernhard Fleckenstein (Soziologe)
Bernhard Fleckenstein (* 1940 in Erfurt) ist ein ehemaliger deutscher Ministerialbeamter und Militärsoziologe. Zudem war dieser Direktor und Professor des Sozialwissenschaftlichen Instituts der Bundeswehr.

## Leben
Fleckenstein leistete nach dem Abitur 1960 Wehrdienst bei der Bundeswehr. Sein letzter Dienstgrad war Oberstleutnant der Reserve der Luftwaffe. Von 1962 bis 1968 studierte er Soziologie, Politik und Volkswirtschaft an der Universität Frankfurt am Main (Diplom-Soziologe). 1977 erwarb er den akademischen Grad Master of Public Administration von der Harvard University.
1969 wurde er wissenschaftlicher Mitarbeiter im Amt des Wehrbeauftragten des Deutschen Bundestages und Stellvertreter des Grundsatzreferenten. 1971 leitete er die Gründungstagung des Arbeitskreises Militär und Sozialwissenschaften (AMS) in Kiel. Von 1972 bis 1982 war er als Oberregierungsrat bzw. Regierungsdirektor Mitglied im Planungsstab des Bundesministers der Verteidigung in Bonn. 1982/83 arbeitete er in der Stabsabteilung I (Innere Führung, Personal und Ausbildung) im Führungsstab der Streitkräfte (Fü S). Von 1984 bis 1997 war er Direktor und Professor des Sozialwissenschaftlichen Instituts der Bundeswehr (SOWI) in München. In seiner Amtszeit zog das Institut gegen großen Widerstand nach Strausberg.
Er veröffentlichte in den Bereichen Jugendsoziologie, Militärsoziologie und Sicherheitspolitik (u. a. in Zeitschriften wie Aus Politik und Zeitgeschichte, Armed Forces & Society und Gewerkschaftliche Monatshefte).

## Schriften (Auswahl)
Neben den SOWI-Arbeitspapieren erschienen folgende Beiträge:
- (Hrsg.): Bundeswehr und Industriegesellschaft (= Wehrwissenschaftliche Forschungen / Abteilung Militär, Staat und Gesellschaft. Band 2). Boldt, Boppard 1971, ISBN 3-7646-1550-8.
- mit Klaus-Peter Kothe: Soldat und Gesellschaft. Verlag Wissenschaft und Politik, Köln 1981, ISBN 3-8046-8600-8. (auch erschienen in der Schriftenreihe der Bundeszentrale für politische Bildung)

### Beiträge in Sammelbänden
- Das Werden der Bürgerarmee. Die Entwicklung der Bundeswehr von ihren Anfängen bis zur Gegenwart. In: Ralf Zoll (Hrsg.): Wie integriert ist die Bundeswehr? Zum Verhältnis von Militär und Gesellschaft in der Bundesrepublik (= Piper-Sozialwissenschaft. Band 41). Piper, München u. a. 1979, ISBN 3-492-02466-1, S. 98–123.
- 25 Jahre AMS. In: Paul Klein, Andreas Prüfert (Hrsg.): Militär und Wissenschaft in Europa – kritische Distanz oder hilfreiche Ergänzung? 25 Jahre Arbeitskreis Militär und Sozialwissenschaften (= Militär und Sozialwissenschaften. Band 23). Nomos Verlag, Baden-Baden 1998, ISBN 3-7890-5758-4, S. 9–15.
- Germany. Forerunner of a Postnational Military? In: Charles C. Moskos, John Allen Williams, David R. Segal (Hrsg.): The Postmodern Military. Armed Forces After the Cold War. Oxford University Press, New York 2000, ISBN 0-19-513329-3, S. 80–100.
- Zur gesellschaftlichen Akzeptanz von Auslandseinsätzen der Bundeswehr. In: Martina Timmermann (Hrsg.): Wirken in Wendezeiten – 40 Jahre Mid-Atlantic Clubs. Festschrift, gewidmet den MAC-Gründern und Lenkern H. W. Lessing und Dr. F. Krüger-Sprengel (= Schriftenreihe Schriften zur internationalen Politik. Band 38).  Kovač, Hamburg 2013, ISBN 978-3-8300-6936-2, S. 99 ff.